# Fed Cup 2002
La Fed Cup 2002 corresponde a la 40.ª edición del torneo de tenis femenino más importante por naciones. 16 equipos participaron en el Grupo Mundial.

## Grupo Mundial
| Equipos participantes | Equipos participantes | Equipos participantes | Equipos participantes |
| Argentina             | Australia             | Austria               | Bélgica               |
| Croacia               | República Checa       | Francia               | Alemania              |
| Hungría               | Italia                | Rusia                 | Eslovaquia            |
| España                | Suecia                | Suiza                 | Estados Unidos        |
| --------------------- | --------------------- | --------------------- | --------------------- |

## Eliminatorias
|  | Octavos de final | Octavos de final |            |   | Cuartos de final | Cuartos de final |  |  | Semifinales      | Semifinales      |  |  | Final            | Final            |
|  | 27-28 de abril   | 27-28 de abril   |            |   | 20-21 de julio   | 20-21 de julio   |  |  | 30-31 de octubre | 30-31 de octubre |  |  | 2-3 de noviembre | 2-3 de noviembre |
|  |                  |                  |            |   |                  |                  |  |  |                  |                  |  |  |                  |                  |
|  |                  |                  |            |   |                  |                  |  |  |                  |                  |  |  |                  |                  |
|  |                  |                  |            |   |                  |                  |  |  |                  |                  |  |  |                  |                  |
|  | Estados Unidos   | 2                |            |   |                  |                  |  |  |                  |                  |  |  |                  |                  |
|  | Estados Unidos   | 2                |            |   |                  |                  |  |  |                  |                  |  |  |                  |                  |
|  | Austria          | 3                |            |   |                  |                  |  |  |                  |                  |  |  |                  |                  |
|  | Austria          | 3                | Austria    | 4 |                  |                  |  |  |                  |                  |  |  |                  |                  |
|  |                  |                  |            | 4 |                  |                  |  |  |                  |                  |  |  |                  |                  |
|  |                  | Croacia          | 1          |   |                  |                  |  |  |                  |                  |  |  |                  |                  |
|  | República Checa  | Croacia          | 1          | 2 |                  |                  |  |  |                  |                  |  |  |                  |                  |
|  | República Checa  |                  |            | 2 |                  |                  |  |  |                  |                  |  |  |                  |                  |
|  | Croacia          | 3                |            |   |                  |                  |  |  |                  |                  |  |  |                  |                  |
|  | Croacia          | 3                | Austria    | 2 |                  |                  |  |  |                  |                  |  |  |                  |                  |
|  |                  |                  |            | 2 |                  |                  |  |  |                  |                  |  |  |                  |                  |
|  |                  | España           | 3          |   |                  |                  |  |  |                  |                  |  |  |                  |                  |
|  | España           | España           | 3          | 4 |                  |                  |  |  |                  |                  |  |  |                  |                  |
|  | España           |                  |            | 4 |                  |                  |  |  |                  |                  |  |  |                  |                  |
|  | Hungría          | 1                |            |   |                  |                  |  |  |                  |                  |  |  |                  |                  |
|  | Hungría          | 1                | España     | 5 |                  |                  |  |  |                  |                  |  |  |                  |                  |
|  |                  |                  |            | 5 |                  |                  |  |  |                  |                  |  |  |                  |                  |
|  |                  | Alemania         | 0          |   |                  |                  |  |  |                  |                  |  |  |                  |                  |
|  | Rusia            | Alemania         | 0          | 2 |                  |                  |  |  |                  |                  |  |  |                  |                  |
|  | Rusia            |                  |            | 2 |                  |                  |  |  |                  |                  |  |  |                  |                  |
|  | Alemania         | 3                |            |   |                  |                  |  |  |                  |                  |  |  |                  |                  |
|  | Alemania         | 3                | España     | 1 |                  |                  |  |  |                  |                  |  |  |                  |                  |
|  |                  |                  |            | 1 |                  |                  |  |  |                  |                  |  |  |                  |                  |
|  |                  | Eslovaquia       | 3          |   |                  |                  |  |  |                  |                  |  |  |                  |                  |
|  | Suiza            | Eslovaquia       | 3          | 2 |                  |                  |  |  |                  |                  |  |  |                  |                  |
|  | Suiza            |                  |            | 2 |                  |                  |  |  |                  |                  |  |  |                  |                  |
|  | Eslovaquia       | 3                |            |   |                  |                  |  |  |                  |                  |  |  |                  |                  |
|  | Eslovaquia       | 3                | Eslovaquia | 4 |                  |                  |  |  |                  |                  |  |  |                  |                  |
|  |                  |                  |            | 4 |                  |                  |  |  |                  |                  |  |  |                  |                  |
|  |                  | Francia          | 1          |   |                  |                  |  |  |                  |                  |  |  |                  |                  |
|  | Argentina        | Francia          | 1          | 2 |                  |                  |  |  |                  |                  |  |  |                  |                  |
|  | Argentina        |                  |            | 2 |                  |                  |  |  |                  |                  |  |  |                  |                  |
|  | Francia          | 3                |            |   |                  |                  |  |  |                  |                  |  |  |                  |                  |
|  | Francia          | 3                | Eslovaquia | 3 |                  |                  |  |  |                  |                  |  |  |                  |                  |
|  |                  |                  |            | 3 |                  |                  |  |  |                  |                  |  |  |                  |                  |
|  |                  | Italia           | 1          |   |                  |                  |  |  |                  |                  |  |  |                  |                  |
|  | Suecia           | Italia           | 1          | 0 |                  |                  |  |  |                  |                  |  |  |                  |                  |
|  | Suecia           |                  |            | 0 |                  |                  |  |  |                  |                  |  |  |                  |                  |
|  | Italia           | 5                |            |   |                  |                  |  |  |                  |                  |  |  |                  |                  |
|  | Italia           | 5                | Italia     | 4 |                  |                  |  |  |                  |                  |  |  |                  |                  |
|  |                  |                  |            | 4 |                  |                  |  |  |                  |                  |  |  |                  |                  |
|  |                  | Bélgica          | 1          |   |                  |                  |  |  |                  |                  |  |  |                  |                  |
|  | Australia        | Bélgica          | 1          | 1 |                  |                  |  |  |                  |                  |  |  |                  |                  |
|  | Australia        |                  |            | 1 |                  |                  |  |  |                  |                  |  |  |                  |                  |
|  | Bélgica          | 3                |            |   |                  |                  |  |  |                  |                  |  |  |                  |                  |
|  | Bélgica          | 3                |            |   |                  |                  |  |  |                  |                  |  |  |                  |                  |

- En cursiva equipos que juegan de local.

### Final
| Palacio de Congresos de Maspalomas, Gran Canaria, España 2 al 3 de noviembre de 2002 |                       |                                     |           |   |   |  |  |  |  |
| \| 1 \| \| Conchita Martínez \| 6 \| 7 \| \| \| \| \| \| \| 1 \| \| Janette Husárová \| 4 \| 6 \| \| \| \| \| \| \| 2 \| \| Magüi Serna \| 2 \| 1 \| \| \| \| \| \| \| 2 \| \| Daniela Hantuchová \| 6 \| 6 \| \| \| \| \| \| \| 3 \| \| Conchita Martínez \| 7 \| 5 \| 4 \| \| \| \| \| \| 3 \| \| Daniela Hantuchová \| 69 \| 7 \| 6 \| \| \| \| \| \| 4 \| \| Arantxa Sánchez Vicario \| 0 \| 2 \| \| \| \| \| \| \| 4 \| \| Janette Husárová \| 6 \| 6 \| \| \| \| \| \| \| 5 \| \| Virginia Ruano Pascual-Magüi Serna \| No \| \| \| \| \| \| \| \| 5 \| \| Daniela Hantuchová-Janette Husárová \| disputado \| \| \| \| \| \| \| |                       |                                     |           |   |   |  |  |  |  |
| 1 | Bandera de España     | Conchita Martínez                   | 6         | 7 |   |  |  |  |  |
| 1 | Bandera de Eslovaquia | Janette Husárová                    | 4         | 6 |   |  |  |  |  |
| 2 | Bandera de España     | Magüi Serna                         | 2         | 1 |   |  |  |  |  |
| 2 | Bandera de Eslovaquia | Daniela Hantuchová                  | 6         | 6 |   |  |  |  |  |
| 3 | Bandera de España     | Conchita Martínez                   | 7         | 5 | 4 |  |  |  |  |
| 3 | Bandera de Eslovaquia | Daniela Hantuchová                  | 69        | 7 | 6 |  |  |  |  |
| 4 | Bandera de España     | Arantxa Sánchez Vicario             | 0         | 2 |   |  |  |  |  |
| 4 | Bandera de Eslovaquia | Janette Husárová                    | 6         | 6 |   |  |  |  |  |
| 5 | Bandera de España     | Virginia Ruano Pascual-Magüi Serna  | No        |   |   |  |  |  |  |
| 5 | Bandera de Eslovaquia | Daniela Hantuchová-Janette Husárová | disputado |   |   |  |  |  |  |

## Repesca Grupo Mundial de 2002
La Repesca Grupo Mundial 2002 de la Copa Fed se disputó los días 20 y 21 de julio de 2002, y los resultados de esta fase se detallan en el siguiente esquema:
| Sede de la confrontación | Superficie  | Ganador         | Marcador | Perdedor |
| ------------------------ | ----------- | --------------- | -------- | -------- |
| Wollongong               | Indoor Dura | Australia       | 3-2      | Holanda  |
| Pekín                    | Indoor Dura | Rusia           | 5–0      | China    |
| Bogotá                   | Arcilla     | Colombia        | Walkover | Japón    |
| Přerov                   | Arcilla     | República Checa | 5–0      | Canadá   |
| Budapest                 | Arcilla     | Argentina       | 5–0      | Hungría  |
| Portorož                 | Arcilla     | Eslovenia       | 4–1      | Ucrania  |
| Malmö                    | Arcilla     | Suecia          | 3–2      | Suiza    |
| Springfield              | Dura        | Estados Unidos  | 5–0      | Israel   |

## Zona Americana

### Grupo 1
- Bahamas
- Brasil
- Canadá — promocionado a repesca del Grupo Mundial.
- Colombia — promocionado a repesca del Grupo Mundial.
- México
- Paraguay
- Puerto Rico - relegado al Grupo 2 en 2003.
- Uruguay
- Venezuela - relegado al Grupo 2 en 2003.

### Grupo 2
- Bermudas
- Bolivia
- Chile
- Costa Rica
- Cuba — promocionado al Grupo 1 en 2003
- República Dominicana
- Equipo de la Organización de Estados del Caribe Oriental
- El Salvador — promocionado al Grupo 1 en 2003
- Guatemala
- Jamaica
- Panamá
- Trinidad y Tobago

## Zona Asia/Oceanía

### Grupo 1
- China — promocionado a repesca del Grupo Mundial.
- China Taipéi
- Hong Kong
- India - relegado al Grupo 2 en 2003.
- Indonesia
- Japón — promocionado a repesca del Grupo Mundial.
- Nueva Zelanda
- Filipinas - relegado al Grupo 2 en 2003.
- Corea del Sur
- Tailandia
- Uzbekistán

### Grupo 2
- Kazajistán — promocionado al Grupo 1 en 2003
- Malasia — promocionado al Grupo 1 en 2003
- Equipo de las islas de Oceanía
- Singapur
- Siria

## Zona Europa/África

### Grupo 1
- Bielorrusia
- Bosnia y Herzegovina - relegado al Grupo 2 en 2003.
- Bulgaria
- Estonia
- Georgia
- Grecia - relegado al Grupo 2 en 2003.
- Israel — promocionado a repesca del Grupo Mundial.
- Luxemburgo
- Países Bajos — promocionado a repesca del Grupo Mundial.
- Polonia
- Portugal - relegado al Grupo 2 en 2003.
- Rumania
- Eslovenia — promocionado a repesca del Grupo Mundial.
- Turquía - relegado al Grupo 2 en 2003.
- Ucrania — promocionado a repesca del Grupo Mundial.
- Yugoslavia

### Grupo 2
- Argelia
- Botsuana
- Dinamarca — promocionado al Grupo 1 en 2003
- Egipto
- Finlandia
- Reino Unido — promocionado al Grupo 1 en 2003
- Irlanda — promocionado al Grupo 1 en 2003
- Letonia
- Liechtenstein
- Lituania
- Malta
- Noruega
- Sudáfrica — promocionado al Grupo 1 en 2003
- Túnez